# 九曲巷

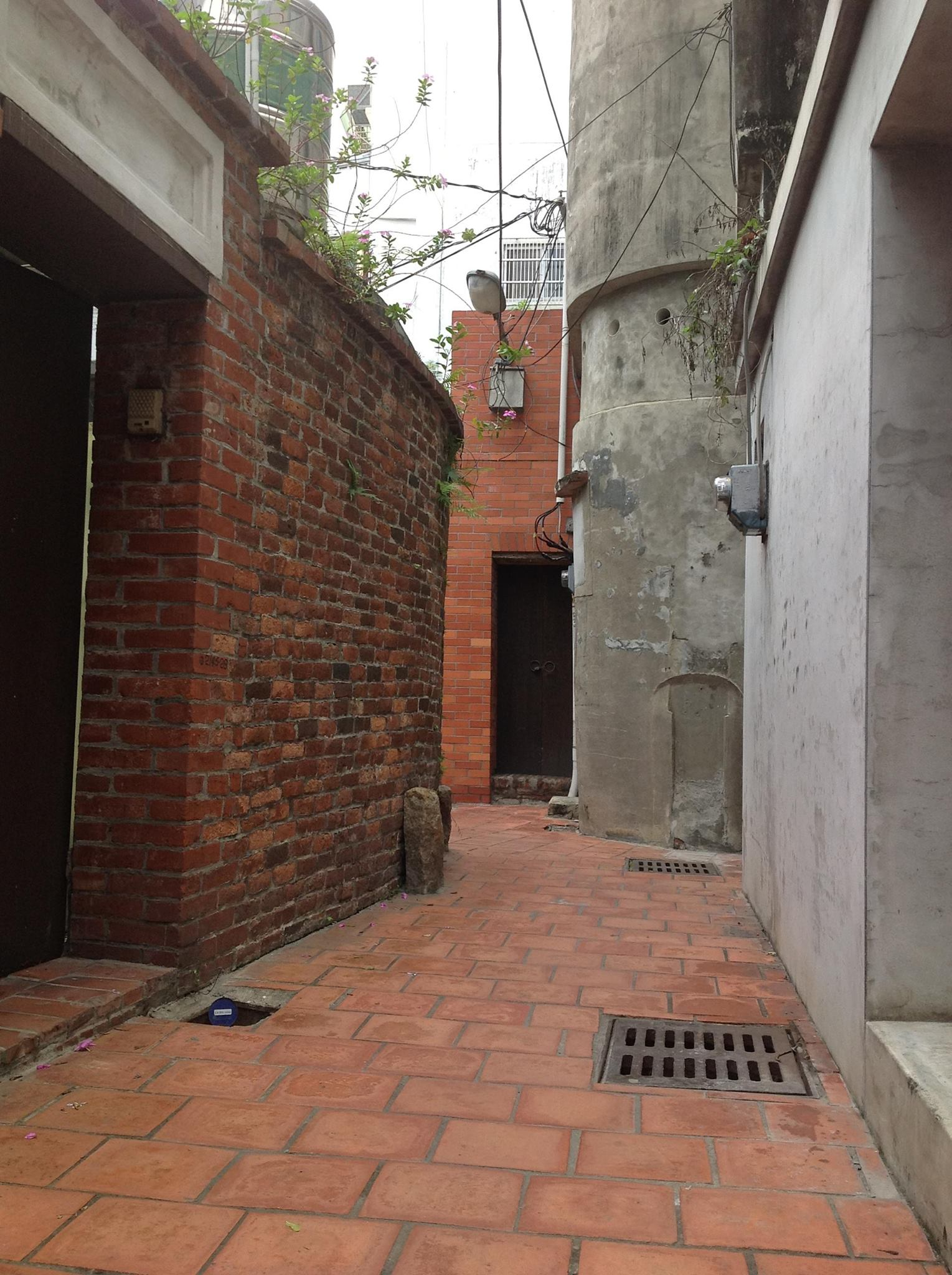
九曲巷

九曲巷乃指臺灣彰化縣鹿港鎮第一市場內彎曲多折的巷道，其範圍自泉州街起，經新宮口、王爺宫前、九間厝、瑤林街、低厝仔、暗街仔、六路頭（即今金盛巷），另一頭則分至美市街、杉行街、龍山寺。因為「九」為最大之陽數，也含有多數之意，且巷內彎折多曲，故以「九曲巷」稱之，現今為該鎮著名的景點。

## 概要與用途
除了前述金盛巷外，九曲巷亦泛指鹿港鎮主要幹道之後彎折狹隘的小巷弄，具有下列功能：
1. 防風：鹿港地區過了中秋後常颳起俗謂「九降風」的東北季風，彎曲的巷道可讓風勢減弱。
2. 防盜：巷道彎曲且岔路多，可分散盜賊兵力，令其無法直衝而來，形成易守難攻的局勢。
3. 避邪：有一說鬼只走直線，故居曲巷內可避邪[2]。

## 內部連結
- 鹿港鎮
- 九降風

## 外部連結
- 彰化縣政府旅遊資訊網：九曲巷（页面存档备份，存于）
- 鹿港九曲巷（页面存档备份，存于）